# 紅孩兒：決戰火焰山
《紅孩兒：決戰火焰山》，臺灣宏廣动画出品，費時3年，耗資1億5000萬新台币，於2005年8月5日在臺灣首映。
2013年7月19日，中國大陸上映了一部《火焰山歷險記》，宣稱新創作，但被指出是片方将旧作重新剪輯、改名復映而已。

## 故事大綱
红孩儿为牛魔王之妻铁扇公主所生，虽为妖怪之子却聪明又孝顺。铁扇公主身怀重病，红孩儿听信蟾蜍谗言，欲取唐僧的肉炼成长生不死之药来帮母亲治病，其间唐僧并且遭到蜘蛛精的劫持。红孩儿和孙悟空斗智斗法，正邪对立却又惺惺相惜，火焰山前他们必须连手对抗最恐怖的敌人蜘蛛精。唐僧师徒五人历经劫难终于坚强无比的毅力化险为夷，并让大地回春重现满眼绿意与无限的生机。

## 登場人物
- 红孩儿（台灣配音：柳翰雅）
- 孙悟空（台灣配音：蔡昇晏）
- 唐三藏（台灣配音：陳昭榮）
- 豬八戒（台灣配音：NONO）
- 沙悟淨（台灣配音：白雲）
- 牛魔王（台灣配音：澎恰恰）
- 铁扇公主（台灣配音：楊貴媚）
- 蟾蜍（台灣配音：許傑輝）
- 蜘蛛精（台灣配音：郎祖筠）
- 土地公（台灣配音：乾德門）

## 工作人員
- 監製：王中元
- 製片：章菁芬
- 策畫：牛壽益、羅理平
- 顧問：小坂史子、張族權
- 助理製片：張桂蘭
- 編劇：紀蔚然
- 總導演：王童
- 副導演：陳建宏
- 導演助理：蔡克勤
- 造型、場景設計：康進和、陳嘉亮
- 美術指導：賀恩壹、劉炳煌
- 導演群：康進和、楊奇璋、吳為章、王義得、楊景丞、陸偉平、葉安德
- 動畫製作：宏廣股份有限公司
- 音樂指導：陳建騏
- 錄音指導：楊靜安、曹源峰
- 杜比音效：中影錄音室
- 剪接指導：陳勝昌、陳曉東
- 市場拓展：黃種勇
- 聲音指導：陳國偉

## 主題曲
「孙悟空」
- 演唱：五月天、作詞：陳信宏、作曲：溫尚翊

## 片尾曲
「風景」
- 演唱：Jennifer Chu、作詞：吳青峰、作曲：陳建騏

## 獎項
- 2005年，第五十屆亞太影展最佳動畫片
- 2005年，第四十二屆金馬獎最佳動畫片

## 外部連結
- Yahoo奇摩電影上《紅孩兒：決戰火焰山》的資料（繁體中文）
- 開眼電影網上《紅孩兒：決戰火焰山》的資料（繁體中文）
- 豆瓣电影上《紅孩兒：決戰火焰山》的資料 （简体中文）
- 互联网电影数据库（IMDb）上《紅孩兒：決戰火焰山》的资料（英文）